# Onda

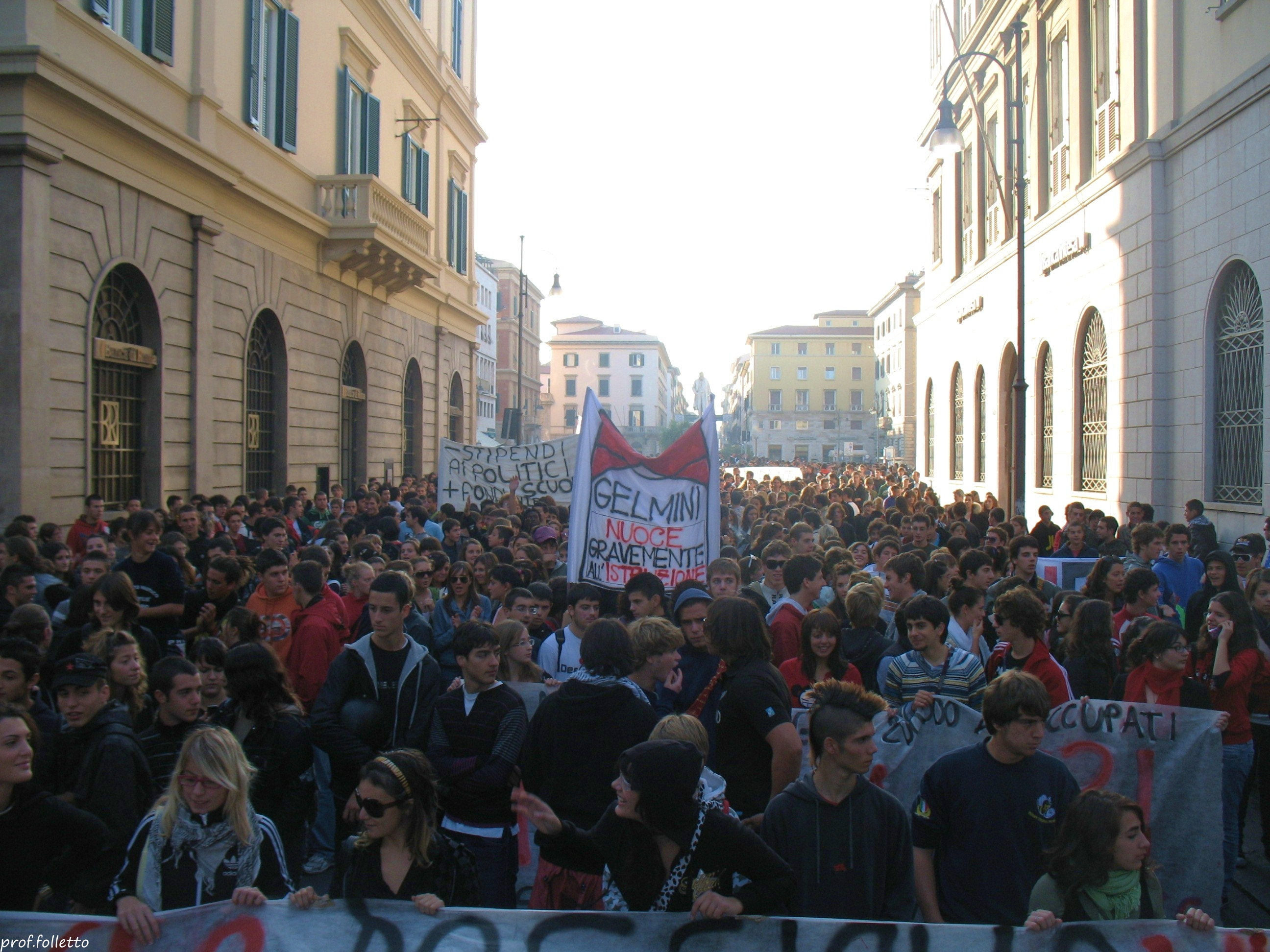
Demonstration in Livorno am 20. Oktober 2008

Onda (zu Deutsch: Welle) ist eine Hochschul- und Oberschulbewegung in Italien. Sie entstand im September 2008 aus Protest gegen die Bildungsreform (Dekret 112/2008) der Ministerin der Mitte-rechts-Regierung Mariastella Gelmini.

## Entwicklung
Ausgehend von den Protesten in Griechenland fanden am 10. Oktober erste Großdemonstrationen der Ondra statt. Eine Woche später unterstützte Ondra den erfolgreichen Streik der Basisgewerkschaften aus dem Bildungs- und Dienstleistungsbereich. Nach eigenen Angaben versammelten sich am 25. Oktober 2008 über 2 Millionen Menschen in Rom zu einer Kundgebung gegen Berlusconi und am 7. November kam es zu weiteren großen Demonstrationen in ganz Italien. Eine Woche später demonstrierte jeweils zehntausende Jugendliche in Rom, Turin, Cagliari, Genua, Bari, Bologna, Florenz, Mailand, Neapel, Pisa, Padua und Palermo. Am 12. Dezember 2008 erfolgte ein halbtägiger Generalstreik der Gewerkschaft CGIL und die Onda rief zeitgleich zu eigenständigen Demos auf.

## Ursachen
Sparmaßnahmen der Regierung aufgrund wirtschaftlicher Probleme lässt gerade unter den Jugendlichen die ungewisse Aussicht auf eine berufliche Zukunft aufkommen, da bereits in vielen Ländern Südeuropas die 20- bis 30-Jährigen unter prekären Bedingungen leben und selbst Uni-Absolventen keine oder nur schlecht bezahlte Jobs finden. Mehrere Milliarden Euro sollen nach Plänen der Regierung eingespart und dafür unter anderem Schulen geschlossen sowie tausende befristete Verträge an den Unis nicht verlängern werden. Proteste richteten sich auch gegen die Wiedereinführung des Einheitslehrers, der alle Fächer unterrichtet.